# Рошієшть (комуна)
Рошієшть, Рошієшті (рум. Roșiești) — комуна у повіті Васлуй в Румунії. До складу комуни входять такі села (дані про населення за 2002 рік):
- Ідріч (423 особи)
- Валя-луй-Даріє (700 осіб)
- Гара-Рошієшть (415 осіб)
- Гура-Ідріч (530 осіб)
- Кодрень (126 осіб)
- Редіу (214 осіб)
- Рошієшть (1370 осіб) — адміністративний центр комуни

Комуна розташована на відстані 263 км на північний схід від Бухареста, 25 км на південний схід від Васлуя, 83 км на південь від Ясс, 113 км на північ від Галаца.

## Населення
За даними перепису населення 2002 року у комуні проживали 3778 осіб, усі — румуни. Усі жителі комуни рідною мовою назвали румунську.
Склад населення комуни за віросповіданням:
| Релігія       | Кількість осіб | Відсоток |
| ------------- | -------------- | -------- |
| православні   | 3738           | 98,9%    |
| бретрени      | 26             | 0,7%     |
| адвентисти    | 8              | 0,2%     |
| п'ятдесятники | 6              | 0,2%     |